# Carmen Gayarre Galbete
Carmen Gayarre Galbete (Pamplona, Navarra, 14 de agosto de 1900 - Madrid, 3 de enero de 1996) fue una pedagoga pionera en la educación de personas con discapacidad intelectual y fundadora de la entidad Fundación Gil Gayarre.

## Estudios
Estudió Magisterio en la Escuela Normal Oficial de Pamplona y Graduado Social en la Escuela Oficial del Ministerio de Trabajo en Madrid. Más tarde, se licenció en Filosofía y Letras por la Universidad Central de Madrid y se diplomó por la Escuela de Psicología de Madrid. Realizó Estudios Sociales en Bruselas en 1924, en donde preparó su tesis titulada “Psicología Infantil: aplicación a la primera infancia”. En 1934 estudia psicología infantil en Viena. Entre 1933 y 1944 fue responsable de la cátedra de Paidología de la Universidad Central . Además de castellano, hablaba inglés, francés y alemán.

## Vida personal
Gayarre tuvo seis hijos. El menor de ellos, Luis, nació en 1942 con Síndrome de Down y problemas de salud. Este hecho le hizo emprender diversas iniciativas por los derechos de las personas con discapacidad intelectual. Empezó por abandonar su cátedra y diplomarse en Educación Especial en el Centro Internacional de la Infancia de París. En esa época, esta especialidad aún no existía en España. Para ampliar sus conocimientos, visitó centros y servicios para personas con discapacidad intelectual en Europa, Canadá y Estados Unidos. El nacimiento de su hijo Luis también le hizo ser consciente de la falta de recursos y legislación en España que impedían cumplir los derechos a la educación y vivienda de las personas con discapacidad intelectual.

## Trayectoria profesional
En 1958 nace el colegio San Luis Gonzaga, que sería la primera institución de lo que se llamaría Fundación Centro de Enseñanza Especial y luego, a partir de 1996, se conocería como la Fundación Gil Gayarre. El nombre de la entidad se acuñaría a partir del primer apellido de su marido, Carlos Gil y Gil, y su primer apellido.
Fue pionera por la creación de centros de educación, atención temprana, formación laboral y residencias en Madrid, entre otros, para la atención de personas con discapacidad intelectual. Fomentó el uso del cuadro para la evaluación en el desarrollo social y personal del doctor H. C. Gunzburg, el diagnóstico médico y psicológico, concienció sobre la importancia de la educación en la preparación para la vida, la adquisición de competencia social y la aplicación de los principios de individualización, integración y normalización.
Introdujo técnicas como la atención temprana, psicoterapia, terapia de expresión, terapia ocupacional, musicoterapia, rehabilitación del lenguaje, fisioterapia, psicomotricidad, promoción del ocio, deporte, modificación de conducta o la lectura funcional, entre otras.
Además del trabajo en su entidad, también ostentó cargos en otras entidades e instituciones. En 1964 se incorpora como miembro activo de la American Association of Mental Deficiency. Fue miembro del Consejo Nacional de Educación del entonces Ministerio de Educación Nacional en 1965. En 1966, se incorpora al Consejo Superior de Enseñanza de la Iglesia y es vocal del Patronato Nacional de Educación Especial. En 1978 pasó a formar parte de la Comisión Permanente del Consejo Nacional de Educación.

## Reconocimientos
- Encomienda con Placa de Sanidad en 1969.
- Premio Fin de Año del periódico Nuevo Diario en 1976.
- Premio Internacional de la Liga Internacional en favor de Personas con Deficiencia Mental (ILSMH) en 1984.
- Premio Reina Sofía de Rehabilitación y de Integración 1995, compartido con María Eloísa García Etchegoyhen de Lorenzo, por sus "aportaciones pioneras y largas trayectorias en la rehabilitación e integración de personas con discapacidad".[10]